# Дрепту (Њамц)
Дрепту (рум. Dreptu) насеље је у Румунији у округу Њамц у општини Појана Тејулуј. Oпштина се налази на надморској висини од 582 m.

## Становништво
Према подацима из 2002. године у насељу је живело 697 становника, од којих су сви румунске националности.